# 穆拉季湖

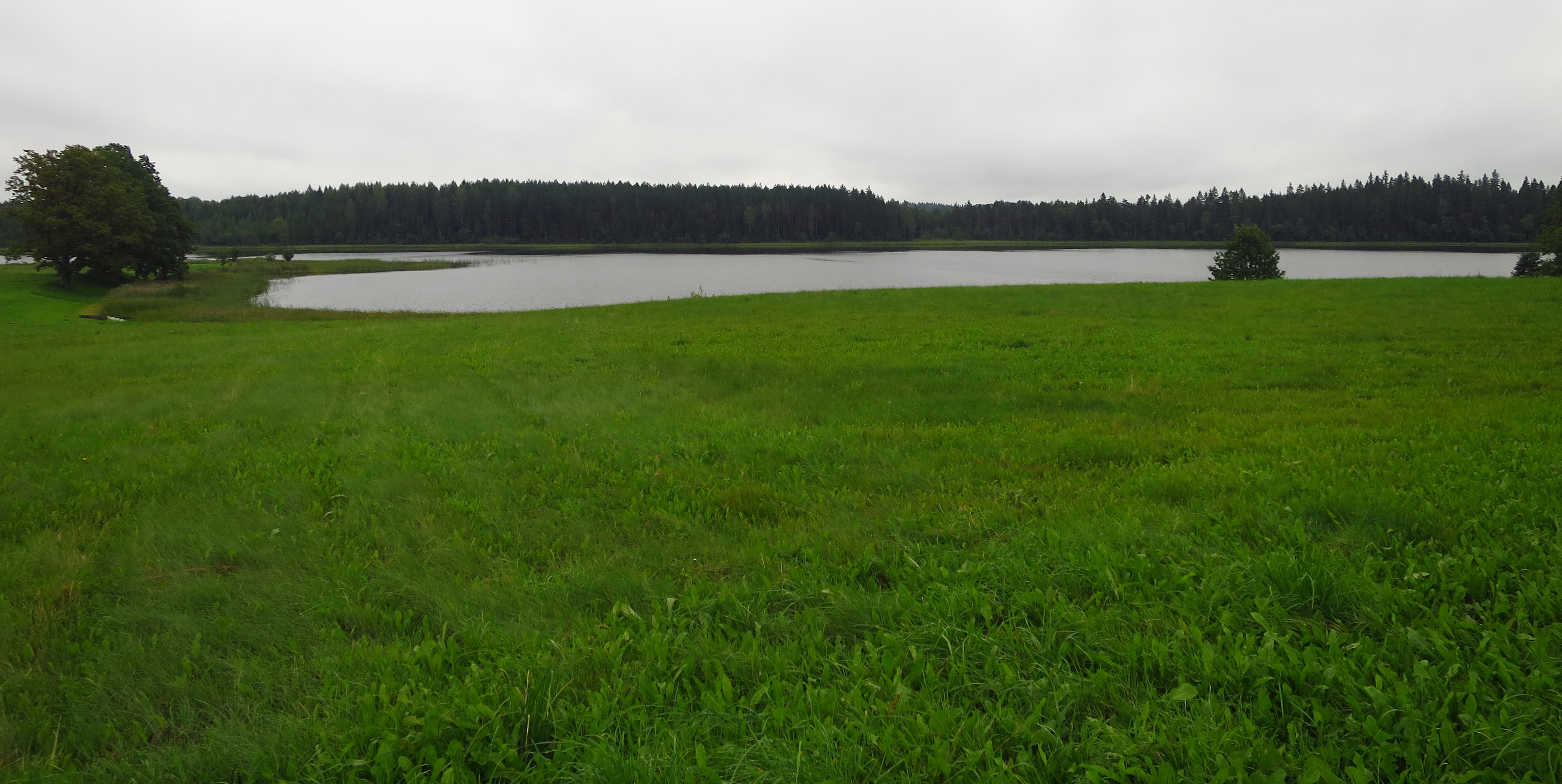

穆拉季湖是愛沙尼亞的湖泊，由沃魯縣負責管轄，長1.8公里、寬0.7公里，面積0.67平方公里，海拔高度171.9米，平均水深3.6米，最大水深4.3米，該湖有23種水生植物。
57°35′0″N 27°5′30″E / 57.58333°N 27.09167°E